# Châu chấu Mỹ
Schistocerca americana là một loài châu chấu trong họ Acrididae thường được biết đến với tên gọi thông thường Châu chấu Mỹ và Châu chấu chim Mỹ. Nó có nguồn gốc ở Bắc Mỹ, nơi nó xuất hiện ở miền đông Hoa Kỳ,México, và Bahamas.

## Mô tả

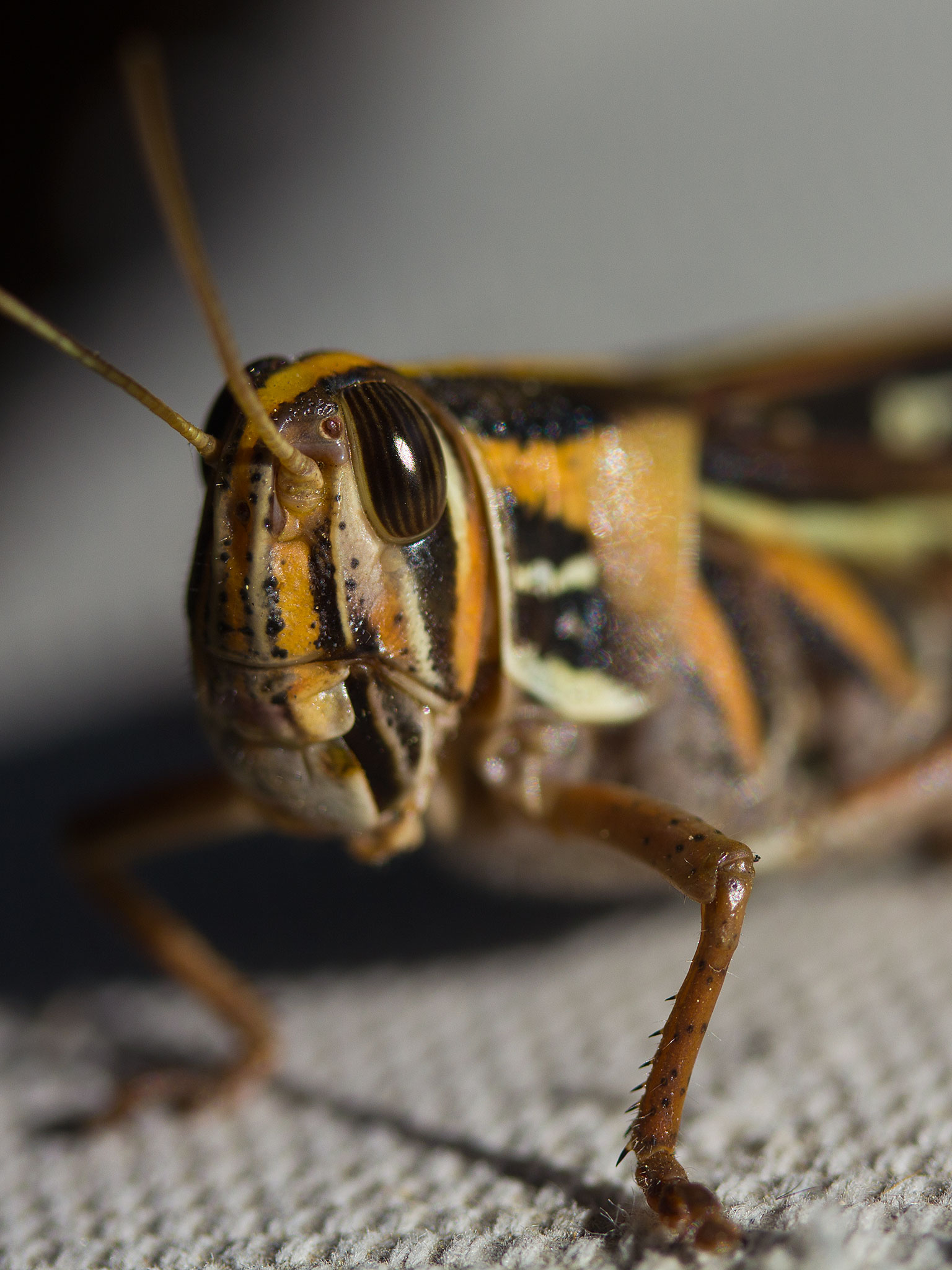

Con đực trưởng thành của loài này có chiều dài lên đến 4,5 cm, và những con cái trưởng thành có thể đạt tới 5,5 cm. Cơ thể của con trưởng thành thường có màu vàng nâu và cánh có màu với những đốm nâu lớn. Các con nhộng khác nhau về ngoại hình. chúng thay đổi màu sắc khi trưởng thành và màu sắc của chúng là một đặc điểm polyphenic: một trong đó là bị ảnh hưởng bởi điều kiện môi trường, xuất hiện nhiều hình thức từ một kiểu gen. Đây không phải là một loài châu chấu không phổ biến. Ở loài vật này, màu sắc của nhộng đặc biệt bị ảnh hưởng bởi nhiệt độ.